# سعيد بن محمد باعشن
سعيد بن محمد باعلي باعشن (المتوفى 1270 هـ/ 1854) عالم دين وفقيه شافعي يماني، يعد أحد أهم آئمة المذهب الشافعي في القرن الثالث عشر الهجري، ومن أهم علماء حضرموت، وكان مقصودًا للأخذ ومرحولًا إليه لطلب العلم، فقد تخرج على يديه العديد من الفقهاء والعلماء.

## نسبه وعشيرته
ينتمي إلى أسرة آل باعشن، وقد أشاد بهم مفتي حضرموت عبد الرحمن بن عبيد الله السقاف فقال: «آل باعشن بيت علم، ومغرس فضل، ومنبت صلاح». وهي من البيوت العريقة في وادي دوعن، فقد سميت القرية باسمهم لمكانتهم العلمية، وكما قيل أنهم يرجعون في النسب الى الشيخ علي بن إبراهيم بن ابي عشن.  ويعود نسبه الى قولين، القول الاول، إلى محمد بن عبد الرحمن بن أبي بكر الصديق. والقول الثاني، الى ذرية أبي عشن، والذي كان ملك من ملوك اليمن، من أشراف همدان. وقد نسبته حمير بانه الرعيني ثم الحميري نسبًا وانهم كانوا ملوكًا لبنو اصبى بن دافع من همدان في أرض خيوان.

## مولده ونشأته
ولد الشيخ سعيد بقرية رباط باعشن الشهيرة بوادي دوعن الأيمن في مطلع القرن الثالث عشر الهجري، ونشأ نشأة صالحة في كنف أسرته العلمية، وتعلم على يد مشايخ قريته، فحفظ القرآن، وقرأ الأحاديث وأهم الكتب العلمية. ثم رحل إلى مصر في حدود سنة 1220 هـ تقريبًا لطلب العلم.

## شيوخه
تعلم عند الكثير من علماء حضرموت وعلماء مصر، منهم:
- عبد الله بن حجازي الشرقاوي[7]
- إبراهيم بن محمد الباجوري[8][9]

## تلاميذه
أخذ عنه الكثير من مشاهير الفقهاء وأكابر العلماء من أهل حضرموت، منهم:
| - صالح بن عبد الله العطاس - عبد الله الهدار بن طه الحداد | - أحمد بن محمد المحضار - علي بن أحمد باصبرين - عمر بن حسن بن عبد الله الحداد | - عيدروس بن عمر الحبشي - طاهر بن عمر الحداد - عبد الله بن عمر باناجة | - سعيد بن عبد الله بادكوك - محمد بن حسن البار |

## مكانته العلمية
وقد كان يقرئ مؤلفاته لتلاميذه، ويقرر عباراتها ويعرضونها عليه، وكان طلاب العلم في مدرسة حارة الفتح والإمداد، الواقعة في مدينة شبام، إذا أرادوا الاستزادة من الفقه ساروا إليه لينتفعوا. وقد انتفع بمؤلفاته المتأخرون، ونقل منها كثيرون، وبخاصة من «بشرى كريم»، نذكر منهم:
| - بكري شطا الدمياطي في حاشيته «إعانة الطالبين على فتح المعين» - علوي بن أحمد السقاف في كتابه «ترشيح المستفيدين على فتح المعين» - صالح بن محمد بافضل في حاشيته «المسلك القويم» | - محمد محفوظ بن عبد الله الترمسي في كتابه «موهبة ذي الفضل» - محمد بن عبد الله الجرداني في كتابيه «فتح العلام» و«مفيد العوام» - علي بن أحمد باصبرين في كتابه «إثمد العينين في اختلاف الشيخين»، ابن حجر الهيتمي والشمس الرملي |

## مؤلفاته
صنف الشيخ سعيد جملة من الكتب القيمة في علم الفقه والتوحيد والنحو، منها:
| - «المواهب السنية بشرح المقدمة الحضرمية» - «بشرى الكريم بشرح مسائل التعليم» - «مواهب الديان شرح فتح الرحمن» - «سلم الطلاب شرح قلائد الإعراب» | - «بهجة الطلاب شرح قلائد الإعراب» - «التحفة السنية شرح العمريطية» - «مفتاح السعادة» |

## وفاته
توفي ليلة الثلاثاء في وقت السحر غرة جمادى الآخرة سنة 1270 هـ/ 1854، ودفن في القرية نفسها في مقبرة تسمى سيدة.